# The Adverts
The Adverts var ett engelskt punkrockband som bildades 1976 och splittrades 1979. De är mest ihågkomna för sina singlar "One Chord Wonders" och "Gary Gilmore's Eyes" och för att ha varit en av de första engelska punkbanden med en kvinnlig frontfigur, Gaye Advert.

## Diskografi

### Album
- 1977 – Crossing the Red Sea with the Adverts
- 1979 – Cast of Thousands
- 1990 – Live at the Roxy Club
- 2002 – Live and Loud!!

### Singlar
- 1977 – "One Chord Wonders"
- 1977 – "Gary Gimore's Eyes"
- 1977 – "No Time to Be 21"
- 1977 – "Safety in Numbers"
- 1978 – "Television's Over"
- 1979 – "My Place"
- 1979 – "Cast of Thousands"